# مرفت التلاوي
مرفت التلاوي الوكيل السابق للأمين العام للأمم المتحدة والأمين التنفيذي للأسكوا (2001-2007)، ورئيس المجلس القومي للمرأة (2012-2016). شغلت أيضاً منصب الأمين العام للمجلس القومي للمرأة (2000-2001). ووزيرة التأمينات والشئون الاجتماعية (1997-1999). وانضمت مؤخرا كعضو مؤسس للحزب المصري الديموقراطي.

## المسيرة العلمية
تخرجت من الجامعة الأميركية في القاهرة عام 1961، وفي العام 1963 حصلت على شهادة الدبلوماسية الدولية من معهد الدراسات الاستراتيجية في القاهرة، ثم حصلت على درجة الدكتوراه من معهد الدراسات العليا الدولية في جنيف عام 1977.

## المسيرة المهنية
- عملت في وزارة الشئون الخارجية (1962 - 1997).
- أول سيدة من السلك الدبلوماسي المصري تنال لقب ودرجة سفير ممتاز (1987).
- رئيسة وفد مصر في المفاوضات متعددة الأطراف حول التعاون الاقتصادي الإقليمي وسفيرة لمصر لدى النمسا (1991 - 1993).[4]
- سفيرة مصر لدى اليابان ووكيلا لوزير الخارجية للشئون السياسية والاقتصادية (1993 - 1997).
- وزيرة التأمينات والشئون الاجتماعية (1997 - 1999).[6]
- أمين عام المجلس القومي للمرأة (2000 - 2001).[7]
- وكيل الأمين العام للأمم المتحدة والأمين التنفيذي للأسكوا (2001 - 2007).
- المنسق العام للقمة العربية الاقتصادية والتنموية والاجتماعية التي عقدت في الكويت (2009).
- رئيس المجلس القومي للمرأة (2012 - 2016).[8][9]
- المدير العام لمنظمة المرأة العربية - إحدى منظمات جامعة الدول العربية (2014 - 2018).[10]

## الحياة الأسرية
نشأت في قرية بني محمد سلطان بمحافظة المنيا، زوجة للمرحوم الدكتور علي عبد الرحمن رحمي ولها ابنه وحيدة (شرين) تعمل في الأمم المتحدة.